# 羅鮑狙擊步槍
羅鮑狙擊步槍（英語：SVL）是一系列由俄罗斯塔魯薩的一間生產精確依托射擊用途設備、遠距離狙擊用途步槍和山巒狩獵用途步槍的小型私人公司沙皇火砲有限公司（俄語：ООО Царь-Пушка）研製及定制、現改由塔華遜先進防禦系統（英語：Tawazun Advanced Defense Systems，簡稱：TADS）生產的一系列手動式狙擊步槍。羅鮑步槍是以由弗拉季斯拉夫·羅鮑（英語：Vladislav Lobaev）專為精確依托射擊而設計的單發式手動步槍為藍本所製作而成。其上膛、槍管、槍托、彈藥供彈方法和其他步槍的特點是由客戶的喜好所決定的。

## 概述
羅鮑狙擊步槍並非由單一固定的型號來表示，而更多的是設計。這是因為步槍口徑和其他特性是可定制的，取決於客戶的意願而作出改變。羅鮑狙擊步槍有兩個主要型號可以提供：SVL和OVL（後者為狩獵步槍，是提供給個人客戶）。槍托也是專有的設計，是由克維拉—碳复合材料（沙皇火砲有限公司獨有材料）或碳纖維增強塑料所製造，並且可為要求最苛刻的使用者提供全方位的調整。槍管是採用高質量不鏽鋼製造，並且具有各種各樣的長度。SVL還具有快速更換槍管的功能，只需要大約2分鐘，就可在現場完成槍管更換。扳機組件也是可按使用者的喜好而完全可調。該步槍沒有其預設機械瞄具，必須利用機匣的頂部裝有MIL-STD-1913戰術導軌用以安裝各種類型的光学狙擊鏡。
羅鮑狙擊步槍具有極高的精度，具有達到0.2—0.3 MOA的典型精度潛力，首席設計師弗拉季斯拉夫·羅鮑相信他的公司生產在歐洲中最準確的步槍。在遠程精確射擊比賽步槍，槍管膛室和膛喉區域往往是為特定的子彈而特別訂製而成，這意味著步槍（系統）有意識地構建了以優化與特定的彈殼和彈頭組合的使用。如果要使用具有不同尺寸的彈頭的話，通常會削弱定制系統的這種精度的潛力。

## 生產廠商
羅鮑狙擊步槍是由私人公司小型私人公司沙皇火砲有限公司（俄語：ООО Царь-Пушка）所生產，而生產設備則是從美國進口的。生產位於俄罗斯塔魯薩（英語：Tarusa）。
2010年9月，沙皇火砲有限公司搬遷到阿拉伯联合酋长国。據悉此舉的原因是與伊茨瑪希工廠（俄語：Ижмаш，俄语罗马化：Izhmash；現稱：卡拉什尼科夫集團，俄语罗马化：Kontsern Kalashnikova）的利益衝突，但目前並沒有可用的公開信息。
2011年，弗拉季斯拉夫·羅鮑成功地使羅鮑狙擊步槍在阿拉伯聯合酋長國軍隊之中投入服役。

## 衍生型

### SVL
羅鮑狙擊步槍（英語：SVL） 是第一種衍生型，具有可現場快速槍管更換的功能，而機匣的頂部設有一條MIL-STD-1913戰術導軌用以安裝各種類型的光学狙擊鏡。原廠保證羅鮑SVL狙擊步槍在發射特定彈藥的時候，具有0.3 MOA的精度。

### OVL
羅鮑獵用步槍（英語：OVL）是第二種衍生型，主要是給獵人和像精確依托射擊射手類運動員使用。

### 其他衍生型
- SVLK-14S
- SVLK-14M
- DXL
- DXL-5 Havoc
- TSVL
- DVL

## 使用國
- 白俄羅斯
- 俄羅斯：羅鮑SVL的.408 CheyTac（英语：.408 Cheyenne Tactical）口徑衍生型據信是被联邦警卫局（FSO）所採用。[2][3]專家建議用作安裝在装甲车上的精確武器。[6]
  - 俄羅斯聯邦警衛局
  - 俄羅斯聯邦武裝力量
- 阿联酋：在沙皇火砲有限公司清盤以後，在阿拉伯聯合酋長國由塔華遜先進防禦系統（英語：Tawazun Advanced Defense Systems，簡稱：TADS）以TADS KS-11之名生產。[7]

## 資料來源
1. 1 2  Russian sniper rifles take aim at American market 的存檔，存档日期2009-09-24.
2. 1 2  Lobaev SVL sniper rifle (Russia) 的存檔，存档日期2010-09-15.
3. 1 2  Александр Грек. . Популярная механика. 2009-09-01  [2010-12-12]. （原始内容存档于2012-05-07）.
4. ↑  Статья: «Реквием по мечте: СВЛ» （页面存档备份，存于）.
5. ↑  Рекламный ролик винтовок Лобаева — 2011 год （页面存档备份，存于）.
6. ↑  .   [2014-02-01]. （原始内容存档于2020-08-04）.
7. ↑  .   [2014-02-01]. （原始内容存档于2014-12-17）.

## 外部連結
- （俄文）—Невероятное производство в России: Оружие охраны президента (Russian) （页面存档备份，存于）
- （俄文）—Weapon-Planet－СВЛ / TADS KS-11 （页面存档备份，存于）
- （英文）—The Russians are coming, Gun Trade July 2010 （页面存档备份，存于）
- （英文）—Modern Firearms—Lobaev SVL sniper rifle （页面存档备份，存于）
- （英文）—The Truth About Guns－Obscure Object of Desire: TADS KS-11 （页面存档备份，存于）